# George Mathews (actor)
George Mathews (n. 10 octombrie 1911, New York City, New York, SUA – d. 8 noiembrie 1984, Caesars Head⁠(d), Carolina de Sud, SUA) a fost un actor american.

## Biografie
A fost căsătorit cu actrița Mary (Haynsworth) Mathews din 1951 până la moartea sa în 1984.
Mathews a murit din cauza unei boli de inimă în Caesars Head, South Carolina, în noiembrie 1984.

## Filmografie

### Film
| An   | Titlu                                                    | Rol                             | Note                                                       |
| ---- | -------------------------------------------------------- | ------------------------------- | ---------------------------------------------------------- |
| 1943 | Stage Door Canteen                                       | Marine Sergeant with Ray Bolger | nemenționat                                                |
| 1944 | Up in Arms                                               | Blackie                         |                                                            |
| 1944 | The Eve of St. Mark                                      | Sgt. Ruby                       |                                                            |
| 1944 | Wing and a Prayer                                        | Dooley                          |                                                            |
| 1944 | Wilson                                                   | Army Sergeant                   | nemenționat                                                |
| 1945 | The Corn Is Green                                        | Trap Driver                     | nemenționat                                                |
| 1945 | The Great John L.                                        | John Flood                      |                                                            |
| 1952 | Pat and Mike                                             | Spec Cauley                     |                                                            |
| 1952 | Sally and Saint Anne                                     | Father Kennedy                  |                                                            |
| 1952 | Yankee Buccaneer                                         | Chief Petty Officer Link        |                                                            |
| 1953 | Ultimii comanși (Last of the Comanches)                  | Romany O'Rattigan               |                                                            |
| 1953 | City Beneath the Sea                                     | Capt. Meade aka Ralph Sorensen  |                                                            |
| 1953 | Act of Love                                              | Henderson                       |                                                            |
| 1954 | The Great Diamond Robbery                                | Duke Fargoh                     |                                                            |
| 1955 | The Man with the Golden Arm                              | Williams                        |                                                            |
| 1956 | The Proud Ones                                           | Dillon                          |                                                            |
| 1956 | The Last Wagon                                           | Sheriff Bull Harper             |                                                            |
| 1957 | Răfuiala de la O.K. Corral (Gunfight at the O.K. Corral) | John Shanssey                   |                                                            |
| 1958 | The Buccaneer                                            | Pyke                            |                                                            |
| 1960 | Heller in Pink Tights                                    | Sam Pierce                      |                                                            |
| 1962 | The Hole                                                 | Construction Worker             | (Premiul Oscar pentru cel mai bun scurtmetraj de animație) |
| 1971 | Going Home                                               | Malloy                          | (ultimul său rol de film)                                  |

### TV (selecție)
| An   | Titlu                  | Rol            | Note                                             |
| ---- | ---------------------- | -------------- | ------------------------------------------------ |
| 1955 | Death Valley Days      |                | Sezonul 2, Episodul 14, "Husband Pro-Tem"        |
| 1959 | The Rifleman           | Abel MacDonald | Sezonul 1, Episodul 31, "The Angry Man"          |
| 1960 | Have Gun - Will Travel | Clerk          | Sezonul 3, Episodul 21 "The Night the Town Died" |
| 1953 | The Lone Ranger        | Bill Adams     | Episodul "The Devil's Bog"                       |
| 1961 | Wanted Dead or Alive   | Krebs          | Sezonul 3, Episodul 20 "The Long Search"         |